# حمله خمپاره‌ای به خیابان داونینگ
حمله خمپاره‌ای به خیابان داونینگ حمله‌ای سازمان یافته از سوی ارتش موقت جمهوری‌خواه ایرلند در ۷ فوریه ۱۹۹۱ علیه دفتر نخست‌وزیری بریتانیا بود. جمهوری خواهان ایرلندی در تلاش برای ترور نخست‌وزیر جان میجر و کابینه جنگی او که برای گفتگو در مورد جنگ خلیج فارس جلسه داشتند، سه گلوله خمپاره به شماره ۱۰ خیابان داونینگ لندن، مقر نخست‌وزیری بریتانیا پرتاب کردند.
یکی از گلوله‌های ۶۴ کیلوگرمی در باغچه پشتی شماره ۱۰، چند متری دفتر کابینه منفجر شد. به دلیل شیشه های مقاوم در برابر بمب، هیچ یک از اعضای کابینه آسیب ندیدند، اگرچه چهار نفر دیگر از جمله دو افسر پلیس متروپولیتن جراحات جزئی دریافت کردند. دو گلوله دیگر به فضای سبز در نزدیکی خیابان داونینگ اصابت کردند.